# Cotopaxi
A Cotopaxi az Andok egyik rétegvulkánja Ecuadorban, Quitótól mintegy 50 km-re délre. Ez a második legmagasabb hegy Ecuadorban (a legmagasabb a Chimborazo). A 23 km széles alapjától számítva, 5897 méteres magasságával, több  mint 3000 méterrel magasodik ki a környező hegységek közül. Gleccser is található rajta, mely egyike az Egyenlítő menti néhány gleccsernek.
Időnként úgy emlegetik a Cotopaxit, hogy a legmagasabb aktív vulkán a Földön, de ez helytelen megállapítás. Például a perui Sabancaya tűzhányó 5976 m magas, és 1994-ben is kitört. A Föld jelenleg legmagasabb aktív tűzhányója az argentin–chilei határon emelkedő Ojos del Salado, mely 1993-ban kisebb gáz- és hamukibocsátást produkált.
1738 óta a Cotopaxi több mint 50-szer tört ki. A kitöréseket követő laharok számos völgyet alakítottak ki a vulkánon. A laharok nagy veszélyt jelentenek a helyi lakosokra. Latacunga város a történelme során háromszor szinte teljesen megsemmisült. A Cotopaxi legnagyobb kitörései 1744-ben, 1768-ban és 1877-ben voltak. Az 1877-es kitörés során a hegy minden oldalán folytak le piroklaszt árak, a laharok pedig több mint 100 km-t haladva elérték a Csendes-óceánt és az Amazonas-medence nyugati részét. Nagyobb kitörések voltak még 1903–1904-ben és kisebbek egészen 1942-ig.
2015. augusztus 15-én Rafael Correa ecuadori elnök szükségállapotot hirdetett ki a fokozódó vulkáni tevékenység miatt.
A vulkánt Frederic Edwin Church festette meg 1855-ben és 1862-ben.
Cotopaxi a neve Ecuador egyik tartományának is.